# لوني سيمونز
لوني سيمونز (بالإنجليزية: Lonnie Simmons)‏ هو منتج أسطوانات وكاتب أغاني أمريكي، ولد في عقد 1940، وتوفي في 6 فبراير 2019.

## وصلات خارجية
- لوني سيمونز على موقع IMDb (الإنجليزية)
- لوني سيمونز على موقع ميوزك برينز (الإنجليزية)
- لوني سيمونز على موقع ديسكوغز (الإنجليزية)